# Spondyloarthritis
Der Begriff Spondyloarthritis (auch Spondylarthritis oder Spondarthritis, abgekürzt SpA) ist ein Überbegriff für entzündlich-rheumatische Erkrankungen, welche die Wirbelsäule und andere Gelenke betreffen. Es werden hierunter verschiedene rheumatische Krankheiten, welche eine ähnliche Genese haben und ähnliche Beschwerdebilder verursachen, zusammengefasst:
- ankylosierende Spondylitis (Synonym: Morbus Bechterew)
- reaktive Arthritis (nach Infekt)
- Psoriasisarthritis (assoziiert mit Schuppenflechte)
- enteropathische Arthritis (bei Morbus Crohn, Colitis ulcerosa, Morbus Whipple und anderen chronischen Darmerkrankungen)
- undifferenzierte Spondyloarthritis (Übergangsformen)

Wie bei allen entzündlich-rheumatischen Krankheiten handelt es sich um Autoimmunerkrankungen: Gelenke sind entzündet (Arthritis, Arthro- von altgriechisch ἄρθρον arthron, deutsch ‚Gelenk‘), ohne von einem Krankheitserreger infiziert zu sein. Die namensgebenden Wirbelgelenke (Spondylo- von altgriechisch σπὁνδυλος spondylos, deutsch ‚Wirbel‘) können bei allen genannten Krankheiten betroffen sein; typisch ist dieses Symptom aber nur für die ankylosierende Spondylitis. Neben Gelenken können sich Sehnen, Bänder, Haut und Augen entzünden. Spondyloarthritiden haben in Europa eine Prävalenz von ca. 1 %. Im Gegensatz zu vielen anderen Autoimmunerkrankungen sind beide Geschlechter etwa gleich häufig betroffen.

## Terminologie
Im 19. Jahrhundert sah der Berliner Kliniker Hermann Senator die „Arthritis deformans“ als Sonderform der „Spondylitis deformans“ (Spondylitis ankylosans) an.
Spondylarthropathie bezeichnet als Oberbegriff alle chronischen Gelenkerkrankungen der Wirbelsäule; hierzu zählen neben den entzündlichen Spondylarthritiden auch die wesentlich häufigeren degenerativen Spondylarthrosen. Im englischen Sprachraum ist die Unterscheidung zwischen entzündlichen Arthritiden einerseits und nicht entzündlichen Arthrosen andererseits unüblich; die in diesem Artikel behandelten Spondyloarthritiden werden daher meist als (seronegative) spondylarthropathies bezeichnet.

## Laborbefunde
Patienten mit Spondyloarthritis weisen oft die genetische Variante HLA-B27 auf. Der Rheumafaktor ist nicht höher als in der Normalbevölkerung, also meist negativ („seronegativ“). Bei Krankheitsaktivität können allgemeine Entzündungsmarker wie BSG und CRP erhöht sein.

## Leitsymptome
Je nachdem, ob Beschwerden am Rücken (dem Achsenskelett) oder an Armen und Beinen (den peripheren Gelenken) überwiegen, spricht man von einer axialen oder einer peripheren Spondyloarthritis. Die ankylosierende Spondylitis verläuft definitionsgemäß immer als axiale Spondyloarthritis. Axiale Spondyloarthritis wird zunehmend als Diagnosebezeichnung verwendet, da der Begriff ankylosierend (versteifend) dank besserer Therapie und der Erfassung anderer Verlaufsformen die Krankheit oft nicht mehr treffend beschreibt.

### Oligoarthritis
Während die rheumatoide Arthritis typischerweise viele stammferne Gelenke symmetrisch befällt (Polyarthritis), die Finger- und Zehenendgelenke aber stets ausspart, sind bei den Spondyloarthritiden eher weniger und größere Gelenke betroffen (Oligoarthritis), oft das Kniegelenk. Finger können im Strahl, d. h. mit allen drei Gelenken befallen werden, woraus sich das Bild des „Wurstfingers“ (Daktylitis) ergibt.

### Entzündlicher Rückenschmerz
Entzündlicher Rückenschmerz zeigt einen charakteristischen tageszeitlichen Verlauf mit Schmerzzunahme im Schlaf, Morgensteifigkeit und Besserung im Tagesverlauf. Die Betroffenen wachen teilweise in der zweiten Nachthälfte auf und erfahren Linderung durch Umhergehen. Die Beschwerden sprechen gut auf entzündungshemmende Schmerzmittel (wie Ibuprofen) an, bessern sich aber über Monate nicht. Rückenschmerzen, die plötzlich einsetzen, mit neurologischen Ausfällen einhergehen oder erst im Alter über 40 auftreten, sind dagegen eher nicht als entzündlich, sondern als degenerativ („Verschleiß“) zu werten. Die dem entzündlichen Rückenschmerz zugrundeliegende Entzündung von Iliosakralgelenken (Sakroiliitis) und Wirbelbogengelenken (Spondylarthritis) lässt sich im Frühstadium am besten per Magnetresonanztomographie nachweisen. Sind bereits Schäden eingetreten, lassen sich diese gut im konventionellen Röntgen darstellen.

### Weitere Manifestationsformen
Entzündungen der Sehnen treten im Bereich der Knochenansätze auf (Enthesiopathie), am häufigsten an der Achillessehne. Tritt eine Entzündung der mittleren Augenhaut (Uveitis anterior) auf, muss diese sofort behandelt werden. Die Beteiligung innerer Organe ist selten.

## Therapie
In leichteren Fällen können entzündungshemmende Schmerzmittel (NSAR) genügen. In schwereren Fällen kann die (vorübergehende) Einnahme von Glucocorticoiden wie Prednisolon angezeigt sein, ggf. sind stattdessen Spritzen ins Gelenk möglich. Als Basistherapeutika zum langfristigen Erhalt der Entzündungsfreiheit eignen sich unter anderem Sulfasalazin und TNF-Blocker.